# Dariusz Dudka
Dariusz Dudka (pronunție în poloneză [ˈdarjuʐ ˈdutka]; n. 9 decembrie 1983 în Kostrzyn nad Odrą) este un fotbalist polonez care joacă pentru Lech Poznań pe posturile de mijlocaș defensiv sau fundaș lateral și central.

## Cariera la club
Dudka și-a început cariera la clubul Celuloza Kostrzyn din orașul său natal, înainte de a trece la Amica Wronki. A debutat pentru Amica Wronki în Ekstraklasa pe 4 aprilie 2000. În 2005 a fost cumpărat de Wisla Cracovia, echipă la care a jucat în 77 de partide. În iunie 2008 a ajuns la echipa franceză Auxerre din Ligue 1. După patru sezoane a semnat un contract cu Levante din postura de jucător liber de contract.
După ce a trecut cu brio probele, Dudka a semnat un contract pe două luni cu formația engleză Birmingham City din al doilea eșalon englez, pe data de 31 octombrie 2013. A jucat în două meciuri pentru Birmingham, ultimul fiind cel de pe 7 decembrie. S-a declarat surprins de viteza jocului din Championship și a refuzat să-și mai prelungească contractul.

## Carieră la națională
Dudka a reprezentat Polonia la Campionatul Mondial de Fotbal din 2006, Euro 2008 și la Euro 2012. A marcat două goluri la națională, unul pe 3 februarie 2007, într-un meci amical desfășurat în Spania, la Jerez de la Frontera, câștigat în fața Estoniei cu scorul de 4-0. Al doilea meci în care a marcat a fost cel cu Azerbaidjanul din 24 martie 2007, câștigat cu 5-0 și contând pentru calificările la Euro 2008.

## Statisticile carierei

### Club
| Club            | Sezon        | Ligă         | Ligă    | Ligă   | Cupă    | Cupă   | Cupa Ligii | Cupa Ligii | Europa  | Europa | Altele1 | Altele1 | Total   | Total  |
| Club            | Sezon        | Ligă         | Meciuri | Goluri | Meciuri | Goluri | Meciuri    | Goluri     | Meciuri | Goluri | Meciuri | Goluri  | Meciuri | Goluri |
| --------------- | ------------ | ------------ | ------- | ------ | ------- | ------ | ---------- | ---------- | ------- | ------ | ------- | ------- | ------- | ------ |
| Amica Wronki    | 1999–2000    | Ekstraklasa  | 2       | 0      | 0       | 0      | 0          | 0          | –       | –      | 1       | 0       | 3       | 0      |
| Amica Wronki    | 2000–01      | Ekstraklasa  | 17      | 0      | 1       | 0      | 4          | 0          | –       | –      | –       | –       | 22      | 0      |
| Amica Wronki    | 2001–02      | Ekstraklasa  | 23      | 0      | 6       | 0      | 1          | 0          | –       | –      | –       | –       | 30      | 0      |
| Amica Wronki    | 2002–03      | Ekstraklasa  | 4       | 0      | 0       | 0      | –          | –          | –       | –      | –       | –       | 4       | 0      |
| Amica Wronki    | 2003–04      | Ekstraklasa  | 23      | 0      | 4       | 0      | –          | –          | –       | –      | –       | –       | 27      | 0      |
| Amica Wronki    | 2004–05      | Ekstraklasa  | 23      | 0      | 7       | 0      | –          | –          | 8       | 0      | –       | –       | 38      | 0      |
| Amica Wronki    | 2005–06      | Ekstraklasa  | 1       | 0      | –       | –      | –          | –          | –       | –      | –       | –       | 1       | 0      |
| Amica Wronki    | Total        | Total        | 93      | 0      | 18      | 0      | 5          | 0          | 8       | 0      | 1       | 0       | 125     | 0      |
| Wisła Kraków    | 2005–06      | Ekstraklasa  | 29      | 1      | 4       | 0      | –          | –          | 4       | 0      | –       | –       | 37      | 1      |
| Wisła Kraków    | 2006–07      | Ekstraklasa  | 28      | 3      | 2       | 0      | 2          | 0          | 7       | 0      | –       | –       | 39      | 3      |
| Wisła Kraków    | 2007–08      | Ekstraklasa  | 20      | 1      | 4       | 0      | 4          | 0          | –       | –      | –       | –       | 28      | 1      |
| Wisła Kraków    | Total        | Total        | 77      | 5      | 10      | 0      | 6          | 0          | 11      | 0      | –       | –       | 104     | 5      |
| Auxerre         | 2008–09      | Ligue 1      | 28      | 1      | ?       | ?      | ?          | ?          | –       | –      | –       | –       | 28      | 1      |
| Auxerre         | 2009–10      | Ligue 1      | 19      | 0      | 1       | 0      | 1          | 0          | –       | –      | –       | –       | 21      | 0      |
| Auxerre         | 2010–11      | Ligue 1      | 29      | 3      | 1       | 0      | 3          | 1          | 5       | 0      | –       | –       | 38      | 4      |
| Auxerre         | 2011–12      | Ligue 1      | 34      | 2      | 2       | 2      | 0          | 0          | –       | –      | –       | –       | 36      | 4      |
| Auxerre         | Total        | Total        | 110     | 6      | 4       | 2      | 4          | 1          | 5       | 0      | –       | –       | 123     | 9      |
| Levante         | 2012–13      | La Liga      | 3       | 0      | 1       | 0      | –          | –          | 2       | 0      | –       | –       | 6       | 0      |
| Levante         | Total        | Total        | 3       | 0      | 1       | 0      | –          | –          | 2       | 0      | –       | –       | 6       | 0      |
| Birmingham City | 2013–14      | Championship | 2       | 0      | 0       | 0      | 0          | 0          | –       | –      | –       | –       | 2       | 0      |
| Birmingham City | Total        | Total        | 2       | 0      | 0       | 0      | 0          | 0          | –       | –      | –       | –       | 2       | 0      |
| Wisła Kraków    | 2013–14      | Ekstraklasa  | 12      | 0      | 0       | 0      | –          | –          | –       | –      | –       | –       | 12      | 0      |
| Wisła Kraków    | 2014–15      | Ekstraklasa  | 34      | 0      | 1       | 0      | –          | –          | –       | –      | –       | –       | 35      | 0      |
| Wisła Kraków    | Total        | Total        | 46      | 0      | 1       | 0      | –          | –          | –       | –      | –       | –       | 47      | 0      |
| Lech Poznań     | 2015–16      | Ekstraklasa  | 9       | 0      | 5       | 0      | –          | –          | 9       | 0      | 1       | 0       | 24      | 0      |
| Lech Poznań     | Total        | Total        | 9       | 0      | 5       | 0      | –          | –          | 9       | 0      | 1       | 0       | 24      | 0      |
| Career total    | Career total | Career total | 340     | 11     | 39      | 2      | 15         | 1          | 36      | 0      | 2       | 0       | 432     | 14     |

1 Inclusiv Supercupa Poloniei.

## Titluri

### Club
Amica Wronki
- SuperCupa Poloniei: 2000

Wisła Kraków
- Ekstraklasa: 2007–08

Lech Poznań
- SuperCupa Poloniei: 2015